# Districtul Doem Bang Nang Buat
Doem Bang Nang Buat (în thailandeză เดิมบางนางบวช) este un district (Amphoe) din provincia Suphanburi, Thailanda, cu o populație de 73.741 de locuitori și o suprafață de 552,3 km².